# 苏迨
苏迨（1070年—1126年），初名叔寄，又名竺僧，字仲豫，眉州眉山县（治所在今四川省眉山市）人，北宋政治人物。苏轼次子，母亲王闰之。

## 生平
据苏氏族谱记载，宋哲宗元祐八年（1093年）苏迨以苏昺之名任饶州太常博士，绍圣元年（1094年）苏迨以苏鼎之名考中甲戌连科捷进士，官至承务郎、朝散郎。因谏元祐学术，贬参到广州，住在番禺韦涌南边坊。著有《正蒙序》、《洛阳论议》。宋钦宗靖康元年，卒年五十七岁。兄长苏迈，弟弟蘇過，儿子苏箕。